# Temple of the Dog (album)
| Recensione | Giudizio |
| ---------- | -------- |
| AllMusic   | [ 1 ]    |

Temple of the Dog è il primo e unico album in studio del gruppo musicale statunitense Temple of the Dog, pubblicato il 16 aprile 1991 dalla A&M Records. È un tributo al cantante Andrew Wood dei Mother Love Bone, morto il 19 marzo 1990.

## Descrizione
L'album inizialmente doveva contenere solamente i brani Say Hello 2 Heaven e Reach Down. Il gruppo si esibì dal vivo quando ancora l'album non era stato pubblicato, il 13 novembre 1990, all'Off Ramp Cafè di Seattle, e si riunì altre due volte in seguito alla pubblicazione dell'album per esibirsi dal vivo durante spettacoli che vedevano impegnati i membri dei Soundgarden e dei Pearl Jam. Nell'ottobre 1991 la band si esibì al Foundation Forum Showcase ed eseguì il pezzo Hunger Strike. Nel settembre 1992 la band eseguì Hunger Strike e Reach Down all'ultima tappa del festival Lollapalooza. 
Il gruppo si è riunito nel 2016 in occasione del 25º anniversario della fondazione pubblicando una riedizione del disco contenente materiale inedito e versioni alternative di alcune tracce e ha intrapreso un tour celebrativo.

## Tracce
Testi e musiche di Chris Cornell, eccetto dove indicato.
1. Say Hello 2 Heaven – 6:22
2. Reach Down – 11:11
3. Hunger Strike – 4:03
4. Pushin' Forward Back – 3:44 (testo: Chris Cornell – musica: Jeff Ament, Stone Gossard)
5. Call Me a Dog – 5:02
6. Times of Trouble – 5:41 (testo: Chris Cornell – musica: Stone Gossard)
7. Wooden Jesus – 4:09
8. Your Saviour – 4:02
9. Four Walled World – 6:53 (testo: Chris Cornell – musica: Stone Gossard)
10. All Night Thing – 3:52

Durata totale: 54:59

## Formazione
Gruppo
- Chris Cornell – voce, banjo (traccia 7), armonica a bocca (traccia 6)
- Stone Gossard – chitarra elettrica, slide guitar, chitarra acustica
- Mike McCready – chitarra elettrica
- Jeff Ament – basso
- Matt Cameron – batteria, percussioni
- Eddie Vedder – cori (tracce 4, 8 e 9), voce (traccia 3)

Altri musicisti
- Rick Parashar – pianoforte (tracce 5, 6 e 10), organo (traccia 10)

## Classifiche
| Classifica (1992)         | Posizione massima |
| ------------------------- | ----------------- |
| Stati Uniti               | 5                 |
| Stati Uniti (heatseekers) | 5                 |